# Ørnbjerg Mølle
Ørnbjerg Mølle er en vandmølle, der ligger i skoven sydøst for Feldballe ved Ulstrup Å i Nationalpark Mols Bjerge på Djursland, godt 2 km vest for Stubbe Sø i Syddjurs Kommune. Møllen har siden 2009 været ejet af staten og fungerer i dag som museumsmølle og har siden 1990 været fredet .
Møllens historie går tilbage til midten af 1500-tallet, hvor den var kornmølle og hørte under Lyngsbækgård, der dengang hed Skærsø. Den nuværende mølle er opført i 1833. I 1946 blev der indlagt turbine i møllen, hvilket ødelagde de fleste gamle træk ved den. Fra 1965-70 foretog man en nænsom restaurering af møllen, og i 2011 blev både det indvendige mølleværk og det store udvendige vandhjul renoveret.
I 2009 stiftedes Ørnbjerg Møllelaug, der har til formål at restaurere, vedligeholde og drive Ørnbjerg vandmølle, herunder mølledammen og åens løb i tilslutning til møllen.
I skoven omkring Ørnbjerg Mølle er 60 ha skov udpeget til ny urørt løvskov, og i området findes også et § 25-skov) på i alt 5,37 ha.

## Eksterne kilder og henvisninger
1. ↑  Om fredningen på kulturarv.dk
2. ↑  Ørnbjerg Mølle Arkiveret 21. juni 2020 hos  Wayback Machine faktaark på nst.dk

- Om Ørnbjerg Mølle og Møllelaug  Arkiveret 8. januar 2013 hos  Wayback Machine

56°15′38.0″N 10°38′4.5″Ø / 56.260556°N 10.634583°Ø